# Klassische Hausformen auf Korsika
Die drei klassischen Hausformen auf Korsika entsprechen der dreigeteilten geologischen Höhenstufung Korsikas:
- 47 % Gebirgsregion (über 450 m),
- 37 % Bergland (100–450 m),
- 16 % Tiefland (unter 100 m).

## Gebirgsregion
In der hochgebirgigen Region Niolu liegen die Dauersiedlungen und die Weideflächen auf der Sonnenseite (solanu) der Berge, während sich auf der Schattenseite (umbriccia) meist geschlossene Waldflächen ausdehnen. Innerhalb der Gruppensiedlungen fallen allein stehende, meist dreigeschossige Kastenhäuser (maison bloc) aus grob behauenem Granit mit rechteckigem Grundriss auf. Das mit gebrannten Hohlziegeln gedeckte flache Satteldach ragt nur wenig über die Außenmauern hinaus. In diesen Häusern wird gewohnt, während ökonomische Funktionen fehlen. Der Grund liegt im Wirtschaftssystem der Bergbewohner, die Transhumanz betreiben. Die zugehörigen Schäfereien (bergeries) in den Sommer- und Winterweidegebiete haben dagegen primär wirtschaftliche Funktionen. Jene Familienmitglieder, die bei der Viehhaltung nicht benötigt werden, leben in der Dauersiedlung und betreiben Gartenbau zur Selbstversorgung.

## Bergland
Für das Bergland ist die Castagniccia ein gutes Beispiel. In dem dicht besiedelten Gebiet finden sich die aneinander geketteten Turmhäuser mit 5 bis 6 Geschossen, die auf Bergrücken oder Spornen häufig eine Hochstadtlage einnehmen. Die geschlossenen Gruppensiedlungen vermitteln einen defensiven Eindruck. Sie erfüllten ähnliche Funktionen wie die mitteleuropäischen Fliehburgen, denn die Piratenüberfälle und die Eroberungen im Hochmittelalter ließen die Menschen zusammenrücken. Die Turmhäuser (casa torra) wurden von einer Verwandtengruppe erbaut und waren ihr gemeinsamer Besitz. Ihr Mauerwerk besteht aus unverputztem Schieferbruchgestein, das flache Satteldach trägt lose verlegte Schieferschindeln (kors. Teghie). Der Keller diente der Geräteaufbewahrung und war Stall. Die einzelnen Stockwerke waren für je eine Familie vorgesehen. Im Obergeschoss gab es einen einzigen großen Raum mit zentraler Herdstelle (fucone); über der aufgehängte Würste und Schinken geräuchert und der Edelkastanienvorrat trocken gehalten wurde. Durch soziale Umstrukturierung (Bildung von Kleinfamilien, Erbteilung) oder nachträgliche Umbauten ging dieses ursprüngliche bauliche Grundmuster vielerorts verloren.
Die verwandelte Sozialstruktur während der napoleonischen Epoche ließ hauptsächlich in den Kantonsorten den Repräsentativbau (maison noble) entstehen. Hochgestellte Personen, die meist auf dem Festland oder in den Kolonien tätig waren, ließen sich aus als Alterssitz drei- bis viergeschossige Gebäude von nahezu quadratischem Grundriss errichten. Die Architektur orientierte sich zunächst an den Turmhäusern, ab der Mitte des 19. Jahrhunderts an der italienischen Renaissance.

## Tiefland

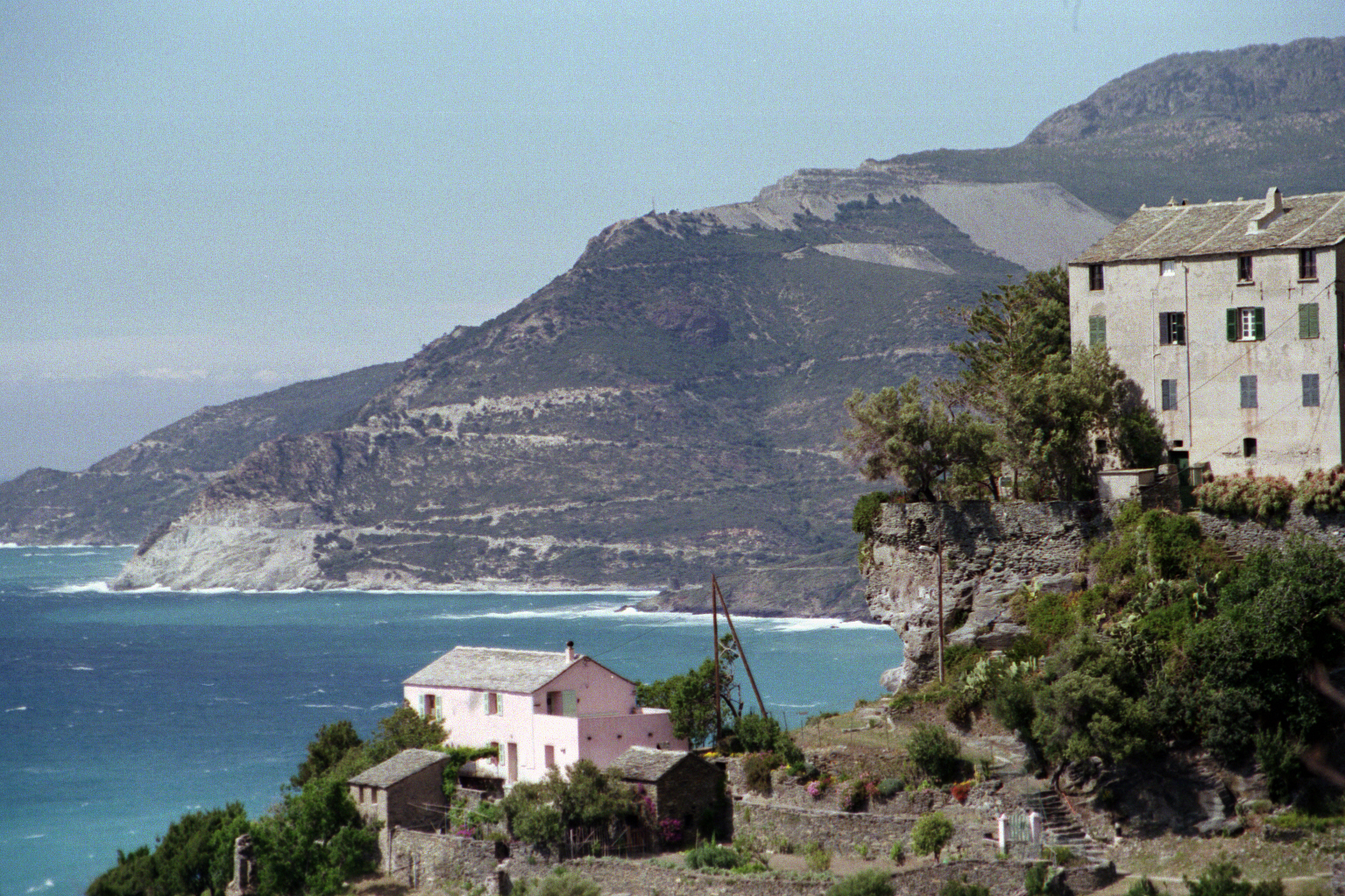
Haus in Nordkorsika

Das ostkorsische Küstentiefland ist erst in jüngerer Zeit zum begünstigten Siedlungsraum geworden. Seit der Ausrottung der Malaria 1947 wird der Küstenbereich verstärkt agrarisch genutzt. Der zunehmende Tourismus hat hier die stärksten Veränderungen im traditionellen Hausformenbestand hervorgerufen. Aus dem Hochmittelalter stammen ehemalige genuesische Lehnsgüter, die 1769 nach der Annexion durch Frankreich von Einheimischen bezogen wurden. Die mehrstöckigen Häuser (casoni) widerspiegeln im Aussehen die Geschichte des Tieflandes. Sie schützten mit wehrturmähnlichen Anbauten vor Piratenüberfällen. Ihr Baumaterial stammt aus den nahen Flussbetten. Für die Korsen waren diese Häuser bis zur Beseitigung der Malaria nur saisonale Wohnstätten zur Zeit von Aussaat und Ernte, oder als Winterquartier der Schäfer. Als Molkereien errichtet wurden und sich damit der Schwerpunkt der Wanderschäferei in die Winterweidegebiete verlagerte, entstanden in der Ebene ganzjährig bewohnte Siedlungen. Aus den mittelalterlichen Einzelsiedlungen entwickelten sich Gruppensiedlungen mit ähnlich mächtigen Wohnbauten, jedoch ohne Verteidigungstürme. Als Beispiel einer jungen Gruppensiedlung gilt Ghisonaccia als Tochtersiedlung des im Bergland gelegenen Ghisoni. Der dort dominierende Haustyp wird casa caporaline genannt, eine Bezeichnung, die auf die hier einquartierten italienischen Saisonarbeiter zurückgeht, deren Anführer die caporali waren.
Als weiterer Haustyp tritt im Tiefland der meist aus Ziegeln und Lehm erbaute Sammelbauernhof auf, der durch seine auf- und abspringende Firstlinie auffällt. Wohn- und Stallgebäude mit Ziegel- bzw. Schilfdächern sind hintereinander angeordnet. Die Genueser, von 1284 bis 1768 Herren der Insel, ließen Häfen bzw. Landeplätze (marine) anlegen, die dem Handel entlang der Küste dienten und später dem genuesischen Exporthandel zugutekamen. Diese Orte sind durch giebelständige Reihenhäuser, gekennzeichnet deren Keller als Lagerräume dienten.
In der Gegenwart ist auf allen Höhenstufen Korsikas eine ungelenkte Neubauentwicklung sichtbar, die sich nicht mehr am alten Grundriss oder gar im funktional-strukturellen Bereich orientiert, da durch die Aufgabe der landwirtschaftlichen Tätigkeit die Konzeption eines Hauses überholt ist. Erst seit wenigen Jahren ist man auch auf Korsika unter dem neu erwachten Einfluss der Heimatpflege bemüht, gestalterisch an die alten ländlichen Bauformen wieder anzuknüpfen.